# Helios Gómez
Helios Gómez Rodríguez (Siviglia, 27 maggio 1905 – Barcellona, 19 settembre 1956) è stato un pittore, disegnatore e poeta spagnolo di etnia rom.

## Biografia
Membro fondatore, promotore e primo presidente del Sindacato dei Disegnatori Professionisti di Barcellona, creato nell'estate 1936 per difendere la repubblica attraverso poster militanti, Helios Gómez fu uno dei rappresentanti più emblematici del grafismo iberico della prima metà del XX secolo. Fu allo stesso tempo un artista e pittore rivoluzionario, un anarco-comunista e un poeta.
Nato a Siviglia da un'antica famiglia gitana rurale e proletaria, conservò lungo la sua vita un forte sentimento identitario gitano e andaluso (i rom sono chiamati Gitani in Spagna). Negli anni '20 e '30 formò la sua coscienza politica prima negli ambienti anarco - sindacalisti e libertari dei due grandi focolai anarchici della penisola iberica, Siviglia e Barcellona, poi grazie alle avanguardie europee nelle capitali dell'esilio: Parigi, Bruxelles, Amsterdam, Berlino, Vienna, Mosca e Leningrado.
Adolescente, fece il suo apprendistato tecnico e politico come operaio pittore ceramista in una delle numerose fabbriche sivigliane, seguendo dei corsi alla Scuola di Arti e Mestieri della città, e militò nella Confederación Nacional del Trabajo, organizzazione sindacale fondata nell'ottobre 1910 da alcuni gruppi e federazioni libertarie riuniti in congresso a Siviglia. Da allora la sua carriera di grafista per la stampa e per gli organi di sinistra contro la dittatura di Primo de Rivera e in favore della giustizia sociale, e in seguito contro il franchismo, costituiranno l'elemento fondamentale del suo impegno.
Riconosciuto per i suoi disegni politici avanguardisti in bianco e nero, lavorò, espose e pubblicò le sue opere a Madrid e in Catalogna, dove si stabilì nel 1926, poi nei luoghi dei suoi esili successivi, in seguito alle multiple espulsioni che lo obbligarono a cercare rifugio in Francia, Belgio, Paesi Bassi, Germania e URSS.
Combattente sui fronti artistico e militare durante la guerra civile spagnola, fu commissario politico a Maiorca, Madrid e Andujar, poi miliziano alla cultura nella 26ª divisione, columna Durruti, e avrebbe arruolato un battaglione di cavalleria gitana.
Nel 1939 fu costretto a rifugiarsi in Francia: fece parte del mezzo milione di esiliati della Ritirada. Fu internato nei campi di concentramento in Francia e in Algeria francese dove fu deportato. Fuggendo le torture del campo di Djelfa, ottenne un salvacondotto per rientrare in Spagna nel maggio del 1942 e riprese il suo combattimento nella clandestinità. Arrestato senza sentenza ne condanna, fu incarcerato per 8 anni alla prigione "Modèle" di Barcellona e morì poco dopo la liberazione.

## Opere
Nel 1950 dipinse degli affreschi in omaggio ai prigionieri e alla loro santa patrona, patrona della città, la Verge de la Mercé, in una cella attigua alla prigione dei condannati a morte. La cella servì da oratorio e ricevette il nome di Capilla Gitana (Cappella gitana) per il registro di ispirazione romanì che caratterizza tutti i personaggi rappresentati.
Quest'opera- manifesto esiste ancora, anche se ricoperta e dunque in gran parte nascosta da uno strato di pittura applicata su pretesto di igiene dall'amministrazione penitenziaria negli anni '70 e '80. Può ancora essere restaurata ma l'edificio panottico, simbolo della repressione, nonostante sia iscritto nel patrimonio architettonico di Barcellona, è minacciato di demolizione dalla primavera 2007.
Questa sparizione significherebbe la definitiva perdita della Carpilla gitana. È sullo sfondo di repressione degli anni franchisti e imbavagliato dalla censura che Helios Gómez creò, nella solitudine e nella reclusione, contro il silenzio e la menzogna, questa opera rimasta ignorata fino alla sua scoperta alla fine del 2004.
L'associazione culturale Helios Gomez fa grandi sforzi da anni per popolarizzare nel mondo intero l'opera ricca e multiforme di uno dei più importanti artisti del popolo rom.